# Книга черепів
Книга черепів (англ. The Book of Skulls) — науково-фантастичний роман Роберта Сілверберга, вперше надрукований 1972 року.  Роман було номіновано на премію «Неб'юла» за найкращий роман 1972 року, премію «Г'юго» за найкращий роман 1973 і премію «Локус» за найкращий науково-фантастичний роман 1973 року.

## Стислий сюжет
Студент коледжу Нью-Йорка знаходить у бібліотеці каталонський рукопис з описом обряду отримання безсмертя. Пізніше, він дізнається про існування на території монастиря штату Аризони «Братства черепів», які успішно проводять цей обряд (ініціацію). Четверо студентів вирішують на пасхальні канікули поїхати до штату Аризони, щоб пройти випробування і визначитись, хто з них зможе отримати бажане, адже тільки двоє з чотирьох зможуть оволодіти таємницею вічного життя. Двоє інших мають померти: один з них повинен бути вбитий його супутниками, а інший - принести себе в жертву вчинивши самогубство.    
Автор створив напружений психологічний роман, у якому кожен персонаж розкривається як особистість, протистоїть власним вадам на шляху завершення ритуалу. 
Нед, юнак з Бостону ірландського походження, гомосексуал із поетичними амбіціями, захоплений декадансом, повинен визнати свою провину за трагічні наслідки однієї справи.
Елі, студент з Нью-Йорка, який знайшов і переклав рукопис «Книга черепів», робить визнання, яке може знищити його наукову кар'єру. 
Тімоті, багатий юнак з привабливою зовнішністю, борется з власними переживання минулого, які пов'язані з його молодшою сестрою. 
Олівер, красень з селянської родини, який цурається свого походження і стикається віч-на-віч зі своєї власною справжньою сутністю.

## Про роман
Відомий критик Берд Сірлз (англ. Baird Searles) назвав сюжет роману добре продуманою розповіддю, у якій кожен з персонажів не викликає симпатії та захоплення.
Авторитетний критик-фантастикознавець та письменник-фантаст Джеймс Бліш висловив думку, що текст роману написаний «так ненав'язливо і бездоганно, що навіть у найбільш напружених і загадкових місцях відчувається поетична краса сучасного науково-фантастичного роману, який я коли-небудь читав».
На обкладинці видання 2006 року було заявлено, що роман «скоро буде екранізовано», але плани кіновиробників не здійснились.